# 新疆维吾尔自治区高级人民法院生产建设兵团分院
新疆维吾尔自治区高级人民法院生产建设兵团分院是中华人民共和国新疆维吾尔自治区高级人民法院在新疆生产建设兵团的派出机构。

## 沿革
该院的前身是1954年10月组建成立的新疆生产建设兵团军法处，当时该处在下属10个师级单位设立了军法处，行使刑事审判权。1956年8月，新疆生产建设兵团各级军法处改建为军事法院，隶属中国人民解放军新疆军区军事法院，依法审理刑事案件以及部分民事案件，并担负着改造、教育在押罪犯任务；原新疆生产建设兵团军法处即改为中国人民解放军新疆军区生产建设兵团军事法院。1975年3月，新疆生产建设兵团建制被撤销，新疆生产建设兵团各级军事法院被相应并入新疆维吾尔自治区高级人民法院及所在的地区、自治州、市的中级人民法院，本院即被并入新疆维吾尔自治区高级人民法院。 
1981年12月，新疆生产建设兵团恢复建制。1983年10月8日，中共中央办公厅、国务院办公厅发出（1983）70号文件，决定“兵团立即恢复和建立兵团公安、检察、法院、司法机构:26。”11月5日，新疆维吾尔自治区党委批复：同意恢复和建立兵团各级法院、检察、公安、司法行政机构。兵团据此陆续设立公安局、人民检察院、自治区高级人民法院兵团分院、兵团司法局。各师（局）及垦区设立相应机构:58。其中法院按三级设置，本院为新疆维吾尔自治区高级人民法院生产建设兵团分院，三级法院均行使普通法院的审判权，死刑案件由新疆维吾尔自治区高级人民法院复核。 
1998年12月29日，第九届全国人民代表大会常务委员会第六次会议通过了《关于新疆维吾尔自治区生产建设兵团设置人民法院和人民检察院的决定》，确立了兵团各级人民法院的法律地位，并就其机构设置、监督关系、案件管辖、人事任免等问题作了原则性规定。根据该决定，新疆维吾尔自治区高级人民法院生产建设兵团分院及各师中级人民法院的组成人员（院长、副院长、庭长、副庭长、审判委员会委员、审判员）的任免，由新疆维吾尔自治区高级人民法院院长提请新疆维吾尔自治区人民代表大会及其常务委员会按规定分别审批。自治区人大换届后，兵团两级法院组成人员均需要重新由自治区人大任命。兵团的基层人民法院的组成人员由兵团分院任免。
2000年5月，兵团各级人民法院改五角星印章为中华人民共和国国徽印章。2005年6月6日，最高人民法院公布实施《关于新疆生产建设兵团人民法院案件管辖权问题的若干规定》，正式确定兵团分院作为高级人民法院的审级地位。

## 管辖
根据2005年6月6日施行的最高人民法院《关于新疆生产建设兵团人民法院案件管辖权问题的若干规定》（法释[2005]4号），本院管辖兵团各中级人民法院判决的除死刑（含死缓）案件之外的二审案件，以及辖区内标的在1000万元以上的一审案件，其判决和裁定为新疆维吾尔自治区高级人民法院一级的判决和裁定。农业师中级人民法院行使地州一级中级人民法院的审判权限；垦区人民法院行使县级基层人民法院审判权限。本院业务上受新疆维吾尔自治区高级人民法院的监督指导，同时监督指导所属中级人民法院、基层人民法院的审判工作。本院的党政工作接受兵团党委的领导。 

## 机构设置
- 审判委员会

## 历任领导
院长
……
- 戴本颢（1993年-1998年）[4][5]
- 孙雪岐（1998年-2007年7月27日）[6][7][8]
- 赵建东（2007年7月27日-2011年9月29日）[6][9][10]
- 孙新民（2012年1月5日-2019年5月）[11]
- 陈海光（2019年5月-）[12]

副院长

## 对应中级人民法院
- 新疆生产建设兵团第一师中级人民法院（位于阿克苏市）
- 新疆生产建设兵团第二师中级人民法院（位于库尔勒市）
- 新疆生产建设兵团第三师中级人民法院（位于喀什市）
- 新疆生产建设兵团第四师中级人民法院（位于伊宁市）
- 新疆生产建设兵团第五师中级人民法院（位于博乐市）
- 新疆生产建设兵团第六师中级人民法院（位于五家渠市）
- 新疆生产建设兵团第七师中级人民法院（位于奎屯市）
- 新疆生产建设兵团第八师中级人民法院（位于石河子市）
- 新疆生产建设兵团第九师中级人民法院（位于额敏县）
- 新疆生产建设兵团第十师中级人民法院（位于北屯市）
- 新疆生产建设兵团第十二师中级人民法院（位于乌鲁木齐市）
- 新疆生产建设兵团第十三师中级人民法院（位于哈密市）
- 新疆生产建设兵团第十四师中级人民法院（位于和田市）